# El hijo de la novia
El hijo de la novia is een Argentijnse film uit 2001, geregisseerd door Juan José Campanella.

## Verhaal
De 42-jarige Rafael verkeert in een crisis. Hij runt het familierestaurant, maar kan dit amper aan. Zijn moeder Norma lijdt aan de ziekte van Alzheimer. Hij heeft haar al lang niet gezien en voelt zich daar erg schuldig over. Zijn vader Nino ziet hij vaker, maar door de drukte ziet hij zijn vrienden nog maar zelden. Zijn ex-vrouw verwijt hem dat hij niet genoeg tijd besteedt aan zijn dochter. Ook is hij snel geïrriteerd en heeft geen belangstelling meer voor zijn vriendin Nati. Als Rafael een hartaanval krijgt, realiseert hij zich dat hij zijn leven radicaal anders moet inrichten, en andere prioriteiten moet gaan stellen.

## Rolverdeling
| Acteur          | Personage        |
| --------------- | ---------------- |
| Ricardo Darín   | Rafael Belvedere |
| Héctor Alterio  | Nino Belvedere   |
| Norma Aleandro  | Norma Belvedere  |
| Eduardo Blanco  | Juan Carlos      |
| Natalia Verbeke | Naty             |

## Ontvangst

### Recensies
Op Rotten Tomatoes geeft 86% van de 57 recensenten de film een positieve recensie, met een gemiddelde score van 7,28/10. De film kreeg het label "certified fresh" (gegarandeerd vers). Website Metacritic komt tot een score van 68/100, gebaseerd op 29 recensies, wat staat voor "generally favorable reviews" (over het algemeen gunstige recensies)

### Prijzen en nominaties
De film won 35 prijzen en werd voor 11 andere genomineerd. Een selectie:
| Jaar | Evenement                      | Categorie                    | Genomineerde                           | Resultaat   |
| ---- | ------------------------------ | ---------------------------- | -------------------------------------- | ----------- |
| 2002 | Academy Awards (74ste editie)  | Beste niet-Engelstalige film | El hijo de la novia                    | Genomineerd |
| 2002 | Cóndor de Plata (50ste editie) | Beste film                   | El hijo de la novia                    | Gewonnen    |
| 2002 | Cóndor de Plata (50ste editie) | Beste regisseur              | Juan José Campanella                   | Gewonnen    |
| 2002 | Cóndor de Plata (50ste editie) | Beste acteur                 | Ricardo Darín                          | Gewonnen    |
| 2002 | Cóndor de Plata (50ste editie) | Beste mannelijke bijrol      | Eduardo Blanco                         | Gewonnen    |
| 2002 | Cóndor de Plata (50ste editie) | Beste mannelijke bijrol      | Héctor Alterio                         | Genomineerd |
| 2002 | Cóndor de Plata (50ste editie) | Beste vrouwelijke bijrol     | Norma Aleandro                         | Gewonnen    |
| 2002 | Cóndor de Plata (50ste editie) | Beste debuterend actrice     | Claudia Fontán                         | Gewonnen    |
| 2002 | Cóndor de Plata (50ste editie) | Beste origineel scenario     | Juan José Campanella, Fernando Castets | Gewonnen    |
| 2002 | Cóndor de Plata (50ste editie) | Beste camerawerk             | Daniel Shulman                         | Genomineerd |
| 2002 | Cóndor de Plata (50ste editie) | Beste montage                | Camilo Antolini                        | Gewonnen    |
| 2002 | Cóndor de Plata (50ste editie) | Beste artdirector            | Mercedes Alfonsín                      | Genomineerd |
| 2002 | Cóndor de Plata (50ste editie) | Beste filmmuziek             | Ángel Illarramendi                     | Genomineerd |